# يوهان بليك
يوهان بليك (بالإنجليزية: Yohan Blake) ( مواليد 26 ديسمبر 1989 ) معروف أيضا باسم «الوحش» عداء جامايكي يتنافس في سباق 100 متر و200 متر وحامل الميدالية الذهبية في 100 متر في بطولة العالم 2011، و الميدالية الفضية في دورة الألعاب الأولمبية 2012 في لندن ، حامل لقب بطل العالم في سباق 100 متر و 4 × 100 متر تتابع رجال ، أفضل أرقام بليك الشخصية في سباق 100 م تسجيله (9.75) ثانية ما يجعله أسرع رابع رياضي في كل العصور ، بعد بولت ، تايسون غاي وأسافا باول ، وثاني أسرع رياضي في سباق 200 م بعد مواطنه بولت بتسجيله (19.26) ثانية.
حقق بليك أفضل أرقام الشخصية في سباق 100 م بتحقيقه (9.69 ثانية) ليصبح ذلك ثاني أسرع رجل مع تايسون جاي ، وبعد يوسين بولت , و أفضل رقم شخصي لسباق 200 م (19.26 ثانية) ليصبح ثاني أسرع رجل بعد بولت أيضا , وهو صاحب الرقم القياسي الوطني في سباق 100 متر ، و اصغر عداء كسر حاجز 10 ثواني (في 19 عاما ، 196 يوما). في عام 2009، جنبا إلى جنب مع ثلاثة العدائين آخرين لكنها علقت لمدة ثلاثة أشهر بعد ثبوت تعاطيه للمادة مشابهة لمنشطات.
يوهان بليك يتدرب تحت إشراف المدرب غلين ميلز ويشارك يوهان تدريبه مع يوسين بولت وبيلي دانيال .

## روابط خارجية
- يوهان بليك على موقع الاتحاد الدولي لألعاب القوى (الإنجليزية)
- يوهان بليك على موقع الدوري الماسي (الإنجليزية)
- يوهان بليك على موقع إي آس بي آن كريك إنفو (الإنجليزية)
- يوهان بليك على موقع اللجنة الأولمبية الدولية (الإنجليزية)
- يوهان بليك على موقع أوليمبيديا (الإنجليزية)